# A kaszkadőr (film, 2024)
A kaszkadőr (eredeti cím: The Fall Guy) 2024-ben bemutatott amerikai akcióvígjáték, melyet Drew Pearce forgatókönyvéből David Leitch rendezett. A film alapjául az 1980-as évekbeli The Fall Guy című televíziós sorozat szolgált. A főbb szerepekben Ryan Gosling, Emily Blunt, Hannah Waddingham, Teresa Palmer, Stephanie Hsu és Winston Duke látható.
Világpremierje az SXSW rendezvényen volt 2024. március 12-én. Az Amerikai Egyesült Államokban május 3-án mutatta be a mozikban a Universal Pictures. Magyarországon május 2-án jelent meg a UIP-Dunafilm forgalmazásában. Általánosságban pozitív visszajelzéseket kapott a kritikusoktól. Bevételi szempontból rosszul teljesített: a kb. 125-150 millió dolláros költségvetéssel szemben 166 millió dolláros bevételt hozott világszerte.

## Cselekmény
Colt Seavers kaszkadőr hat éve dolgozik Tom Ryder filmsztár dublőreként. Legújabb filmjének forgatásán Colt megismerkedik Jody Moreno operatőrrel, akivel hamarosan romantikus kapcsolatot létesít. A románc azonban hirtelen véget ér, amikor Colt egy kaszkadőrmutatvány közben súlyosan megsérül, emiatt visszavonul a filmipartól. Tizennyolc hónappal később a felépült Colt ajánlatot kap Gail Meyer filmproducertől, hogy a Metálvihar című sci-fi-westernben térjen vissza a szakmába. Eleinte kevéssé érdeklődik a munka iránt, de amikor Colt meghallja, hogy a film egyben Jody rendezői debütálása, esélyt lát a filmen keresztül visszahódítani volt párját.
Jody eleinte nem lelkesedik Colt jelenlétéért a forgatáson, mivel a balesete óta nem vette fel vele a kapcsolatot. Ennek ellenére elfogadja a férfi részvételét, és finoman jelzi is Coltnak, mennyire megbántotta a férfi korábbi tette. Colt megbánást tanúsít, és hamarosan régi érzések kezdenek újra felszínre törni mindkettőjükben. A közös filmgyártás azonban váratlan problémával szembesül, ugyanis a főszereplő Tom Ryder nyomtalanul eltűnt.
Gail felbérli Coltot Ryder felkutatására, azzal a céllal, hogy a színész folytassa a filmezést és megmentse Jody rendezését. A filmsztár felkutatása egy éjszakai klubba vezeti Coltot, majd eljut Ryder lakására is. Ott rátalál kaszkadőr kollégája holttestére, de az röviddel később nyomtalanul eltűnik. Gail azt tanácsolja Coltnak, hagyja ott a filmet, de a kaszkadőr úgy dönt, utánajár a történteknek.
Colt kapcsolatba lép Ryder Alma Milan nevű asszisztensével, és megkapja tőle a filmsztár mobiltelefonját. A készülék látható egy videó, amelyen Ryder gondatlanságból megöli a hotelben dolgozó kaszkadőrt, miután az nem volt hajlandó kaszkadőrmunkát vállalni és vitatkozni kezdtek. A bizonyítékkal a zsebében Colt hamarosan bérgyilkosok célpontjává válik, akik Ryder emberei. Mint kiderül, Ryder és Gail együtt dolgoztak a videó egy deepfake változatának elkészítésén, és szándékosan csalták Coltot a szállodai szobába, megpróbálva besározni a nevét és rákenni a gyilkosságot. A páros tervében szerepelt a kaszkadőr későbbi öngyilkossága is, de Colt csak megrendezte a halálát, hogy átmenetileg elrejtőzhessen a hatóságok elől.
Mivel a mobiltelefon és az eredeti videó megsemmisült a forgatáson, Jody és Colt közösen tervet dolgoznak ki, hogy a végső jelenet közben vallomást csaljanak ki Ryderből. A terv sikerül, de Gail ellopja a felvételt, és megpróbál elmenekülni Ryderrel. A kaszkadőrcsapat segítségével Coltnak sikerül visszaszereznie a terhelő bizonyítékot, és tisztázni a nevét. Gailt a rendőrség letartóztatja a bizonyítékok meghamisítása miatt, Ryder pedig véletlenül felrobbantja magát. 
A Metálvihar című filmet később Jason Momoa főszereplésével újraforgatják, és átütő sikert arat.

## Szereplők
| Szerep       | Színész              | Magyar hang     |
| ------------ | -------------------- | --------------- |
| Colt Seavers | Ryan Gosling         | Zámbori Soma    |
| Jody Moreno  | Emily Blunt          | Németh Borbála  |
| Tom Ryder    | Aaron Taylor-Johnson | Makranczi Zalán |
| Dan Tucker   | Winston Duke         | Olt Tamás       |
| Gail Meyer   | Hannah Waddingham    | Peller Anna     |
| Iggy Starr   | Teresa Palmer        | Réti Adrienn    |
| Alma Milan   | Stephanie Hsu        | Gáspár Kata     |
| Dressler     | Ben Knight           | Bognár Tamás    |
| Ryder 2.0    | Jason Momoa          | Varga Rókus     |

## A film készítése
2010 júliusában a Los Angeles Times arról számolt be, hogy az 1980-as évek The Fall Guy című sorozata alapján film készül. 
2020 szeptemberében egyes hírek szerint Ryan Gosling, David Leitch rendező és Drew Pearce író egy "meg nem nevezett kaszkadőrfilm" munkálatain dolgozott, amelyet a Universal Pictures vett meg.
Emily Blunt 2022 augusztusában kapta meg szerepét a készülő filmben. Aaron Taylor-Johnson és Stephanie Hsu októberben csatlakozott a szereplőkhöz, a következő hónapban pedig Winston Duke, Hannah Waddingham és Teresa Palmer lett a szereplőgárda tagja.
A forgatás 2022 októberében kezdődött Sydneyben, a Sydney-i Moore Parkban található Disney Studios Australia-ban. A forgatásra Sydney kikötőjénél, a Sydney-i Operaháznál és a Sydney Harbour Bridge-nél is zajlott, amelyet 2023 januárjában több órára lezártak Gosling jeleneteinek felvételei miatt. A Variety és a The Hollywood Reporter arról számolt be, hogy a film gyártásának költségvetése 130 millió dollár volt.  A Deadline Hollywood az ausztrál adójóváírások utáni 130 millió dolláros gyártási költséget is közzétette, bár hozzátette: "egyesek szerint a gyártási költség még ennél is magasabb, 150 millió dollár volt".
A filmben gyakorlati kaszkadőrmutatványokat alkalmaztak, magas szinten megkoreografált akciójelenetekkel. Leitch kijelentette: "Ez egy szerelmes levél volt a kaszkadőröknek. Tudtuk, hogy autentikusnak kell lennünk ebben a világban." Megdöntötte a Guinness-rekordot a legtöbb, autóval gurulásban, miután Logan Holladay kaszkadőr nyolc és fél gurulást hajtott végre.

## Fordítás
- Ez a szócikk részben vagy egészben  a   The Fall Guy (2024 film) című angol Wikipédia-szócikk ezen változatának fordításán alapul.  Az eredeti cikk szerkesztőit annak laptörténete sorolja fel. Ez a jelzés csupán a megfogalmazás eredetét és a szerzői jogokat jelzi, nem szolgál a cikkben szereplő információk forrásmegjelöléseként.